# René Voillaume
 (août 2023).
Compléments
Voillaume est le fondateur des congrégations religieuses (masculine et féminine) vivant la spiritualité de Charles de Foucauld
René Voillaume, né le 19 juillet 1905 à Versailles et mort le 13 mai 2003 à Aix-en-Provence, est un prêtre catholique français, fondateur de la congrégation des Petits Frères de Jésus en 1933, des Petits Frères de l'Évangile en 1956, puis de celle des Petites Sœurs de l'Évangile en 1963, et dont la spiritualité s'inspire de la vie de Charles de Foucauld.

## Biographie
René Voillaume naît dans une famille bourgeoise versaillaise pieuse,, au mode de vie austère, et aux origines lorraines (la perte de l'Alsace-Lorraine intégrée en 1870 à l'Empire allemand contribue à l'élaboration mythique du patriotisme de la Troisième République). Son père et ses oncles sont ingénieurs. Il est envoyé à La Bourboule pendant la Guerre de 1914-1918. C'est un garçon solitaire et émotif au sein d'une famille nombreuse, toujours plongé dans la lecture et attiré par les sciences qui poursuit ses études au collège Saint-Jean-de-Béthune. La lecture de la biographie du P. de Foucauld par René Bazin, alors qu'il n'a que 16 ans, va bouleverser sa vie. Sa dévotion au Saint-Sacrement et au Sacré-Cœur se développe. Il entre au séminaire d'Issy-les-Moulineaux, puis en 1925 au noviciat des Pères Blancs de Maison-Carrée, mais sa santé précaire l'oblige à retourner au séminaire d'Issy un an plus tard. Il est ordonné prêtre le 29 juin 1929. René Voillaume étudie ensuite à l'Angelicum où il fait la connaissance du R.P. Garrigou-Lagrange.
Après avoir revêtu l'habit le 8 septembre 1933 à la basilique de Montmartre, il s'installe en octobre avec quatre compagnons, dans le Sahara algérien dans un fortin désaffecté de l'oasis d'El Abiodh Sidi Cheikh afin de vivre de la spiritualité de Charles de Foucauld et en s'inspirant des chartreux. La mobilisation de 1939 disperse les premiers frères. René Voillaume est assigné à Oran, puis à Touggourt dans le personnel non combattant. Il s'installe à l'ermitage de Djebel-Aïssa en juin 1944, tandis que d'autres frères mènent une vie très austère proche de la Règle élaborée en 1899 par le P. de Foucauld, mais cette règle est impraticable par sa sévérité. Ces années voient un afflux de vocations sous la houlette du Frère Noël, devenu maître des novices. La crise débutée en 1943-1944 s'achève avec une interprétation moins littérale de la spiritualité et  de la règle foucaldiennes. Le P. Voillaume se rend en métropole en 1945, puis à Rome (où il rencontre Maritain et pose les bases d'un studium) et de nouveau en métropole d'avril à juillet 1946. Les constitutions sont approuvées en 1947. Cette année voit aussi la publication de son livre Les Fraternités du Père de Foucauld. Mission et esprit et la fondation de la première fraternité ouvrière à Aix-en-Provence, associant travail ouvrier et adoration eucharistique à une époque où le parti communiste encadre les masses ouvrières. En 1950, la parution de son livre Au cœur des masses le place sous les projecteurs. Il participe au débat des prêtres ouvriers, leur conseillant de se syndiquer, mais René Voillaume refuse toute lutte des classes. En 1951, la congrégation compte déjà seize fraternités, les demandes d'entrée augmentent très rapidement. En 1959, il y a cinquante fraternités. En 1965, il résigne sa charge de prieur et en 1968 les Petits Frères de Jésus sont reconnus par le Saint-Siège. Il prêche en 1968 au Vatican devant Paul VI.
René Voillaume fonde en 1952 avec Marguerite Poncet la fraternité Jésus Caritas, institut séculier féminin présent aujourd'hui dans les cinq continents. Il accompagne aussi Magdeleine de Jésus (dont il fait la connaissance en 1938 à El Goléa) dans la consolidation des Petites Sœurs de Jésus et célèbre ses funérailles en novembre 1989.
Il est également co-auteur de La Contemplation aujourd'hui, livre publié aux Éditions du Cerf : « Tous les grands contemplatifs chrétiens sont unanimes dans leur témoignage : quelle que soit la voie spirituelle, l'union à Dieu est perçue par eux comme réelle, d'une réalité plus existentielle, plus solide, plus pleine d'être et de certitude que toute autre expérience du monde physique. En ce sens, il est vrai de dire que les contemplatifs sont les plus réalistes des hommes. »
Il meurt en 2003 dans la fraternité des Petites Sœurs de Jésus du Tubet à Aix-en-Provence, où il s'était retiré depuis octobre 2001.

## Écrits
- Au cœur des masses : La vie religieuse des Petits Frères du père de Foucauld., éditions du Cerf, 1950
- (de) Mitten in der Welt. Charles de Foucauld und seine Kleinen Brüder, Freiburg, Herder Verlag, 1960.
- (de) Botschaft vom Wege. Briefe weltnaher Bruderliebe, Freiburg, Herder Verlag, 1962
- (de) Zeugnis für Christus in Armut, Freiburg, Herder Verlag, 1964
- À la suite de Jésus, Les Éditions du Cerf, 1965
- (en) Brothers of Men, Darton, Longman & Todd Ltd, 1966.
- Retraite au Vatican, Paris, Fayard, 1969, 277 p.
- (en) The Need for Contemplation, Darton, Longman & Todd Ltd, 1972.
- (en) Christian Vocation, Darton, Longman & Todd Ltd, 1973.
- (en) Faith and Contemplation, Darton, Longman & Todd Ltd, 1974.
- (en) Concerning Religious Life, Darton,Longman & Todd Ltd, 1975.
- (en) Silent pilgrimage to God: The spirituality of Charles de Foucauld, Orbis Books, 1975
- (en) Source of Life: Eucharist and Christian Living, Darton, Longman & Todd Ltd, 1976
- (en) Truth Will Make You Free, Darton, Longman & Todd Ltd, 1976
- (en) The Truth Will Make You Free: Letters to the Little Brothers, 1977
- L'Éternel vivant, Le Cerf, 1978
- (en) Follow Me: The Call to the Religious Life Today, Darton, Longman and Todd, 1978
- La Contemplation aujourd'hui, Paris, Foi vivante, 1979.
- (en) Living God,Darton, Longman & Todd Ltd, 1980.
- (it) Pregare per vivere, San Paolo Edizioni, 2007